# Caldas de Chaves

De origem Romana e envoltas num cenário pitoresco as Caldas de Chaves ou Termas de Chaves com alvará de 1899, situam-se em plenos jardins marginais do (Tabolado) junto ao rio Tâmega e a zona da antiga cidade medieval. Brotam das entranhas do vale as suas águas de origem meteórica que atravessam diversas camadas magmáticas, desembocando à superfície com características e composição únicas.
A atmosfera despoluida e o espaço circundante onde se encontra também o "buvette", é o complemento apreciado por turistas, aquistas ou pacientes, que procuram o alívio para o  seu stress físico e psíquico.

## Mário Gonçalves Carneiro
Foi no entanto no Século XX e graças ao médico-cirurgião flaviense Mário Carneiro o grande impulso, a redescoberta e a dinâmica que as Termas de Chaves possuem hoje em dia, como precioso recurso natural de qualidade medicinal e terapêutica.

## Composição
Águas alcalinas, com valor de PH 6,63, bicarbonatadas-sódicas e fluoretadas, gaso-carbónicas e hipertermais. A temperatura das águas constante durante todo o ano à saída das nascentes, é de 73/76 graus , durante todo ano, o que faz delas  as mais quentes da Península Ibérica e as águas bicarbonatadas-sódicas mais quentes da Europa.

## Terapêutica
Indicadas desde tempos imemoriais para o tratamento de afecções reumatismais e músculo-esqueléticas devido à acção anti-inflamatória. Afecções do aparelho digestivo e doenças crónicas e alérgicas das vias respiratórias. Para tratamento Dermatológico por serem Sílicas. Tão antigas como a própria cidade, são uma das mais belas e conceituadas estâncias termais portuguesas beneficiando com subvenções, os tratamentos terapeuticos.

## Futuro
Em Maio de 2021, foi anunciado um projeto de construção de um complexo termal ao ar livre com piscinas naturalmente quentes, espaços de hidromassagem e relaxamento, tanques de contraste com diferentes temperaturas ligadas entre si, para que os visitantes possam desfrutar das propriedades únicas da Água das Caldas de Chaves. Com programas de prevenção e cura de stress, cansaço ou ansiedade, assim como de promoção da saúde, com técnicas de balnearoterapia, o projeto Aquae Salutem visa a criação de novos ambientes de utilização termal, que complementam a oferta de tratamentos disponíveis no Balneário Flaviense, através do aproveitamento do recurso geotérmico existente.

## Turismo

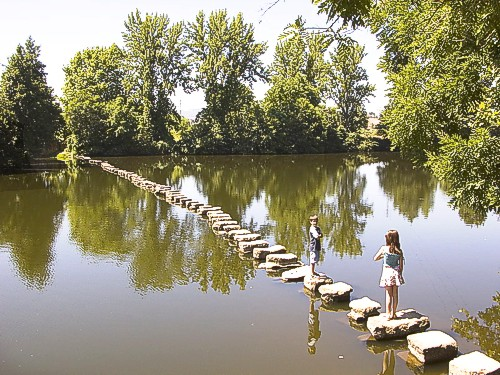
Poldras de Chaves

É durante o Verão que se verifica a afluência de milhares de aquistas de todos os pontos do país e do estrangeiro, mas dada a temperatura da água é crescente a procura dos banhos e tratamentos nos meses de inverno.
Pelo sucesso reconhecido a procura fez aumentar o investimento e a qualidade dos serviços, fazendo com que tenham sido distinguidas pelo 3º ano consecutivo (2006), com o prémio de Melhor Unidade Termal de Portugal, pelo programa Saúde e Termalismo Sénior do INATEL (FNAT).